# Gedser-Windkraftanlage

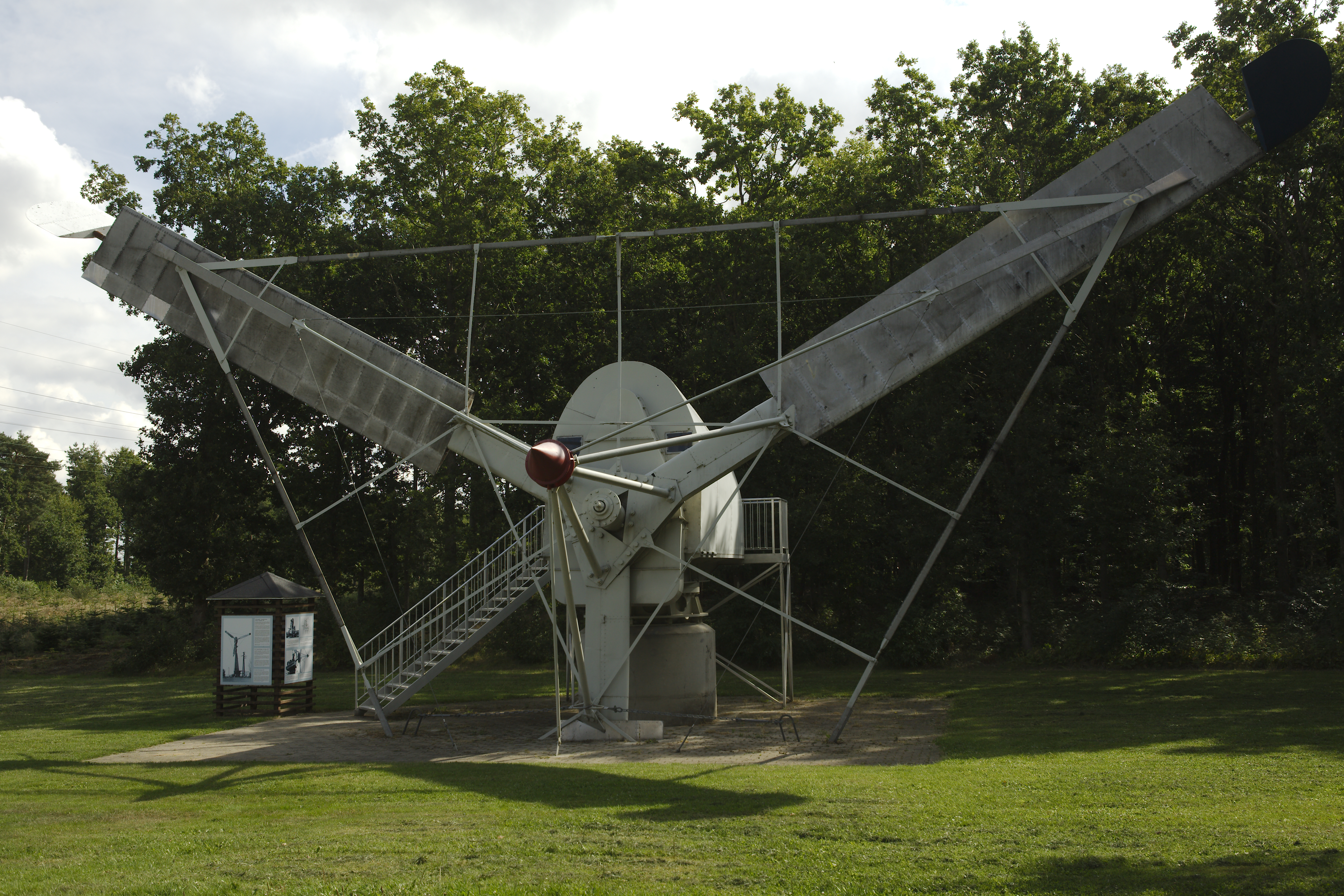
Das Oberteil der Gedser-Windkraftanlage, ausgestellt im Außengelände des Energiemuseums Gudenaacentralen in Bjerringbro

Die Gedser-Windkraftanlage, auch als Gedsermühle bekannt, war eine Windkraftanlage, die nahe der Stadt Gedser im Süden der dänischen Insel Falster errichtet wurde. Sie wurde mithilfe des Marshall-Planes 1956 von dem Windkraftpionier Johannes Juul für das Elektrizitätsversorgungsunternehmen Sydsjællands Elektricitets Aktieselskab gebaut und am 26. Juli 1957 offiziell eingeweiht. Ihr innovatives Design war ein großer Durchbruch in der Entwicklungsgeschichte der Windkraftanlagen, zugleich wurde sie zum „Archetypus“ der sich nach der Energiekrise 1973 durchsetzenden „dänischen Windkraftanlage“. Maschinenhaus und Rotor sind heute museal ausgestellt.

## Geschichte
Konstruiert wurde die Anlage von Johannes Juul (1887–1969), der 1904 ein halbes Jahr lang bei dem Windenergiepionier Poul la Cour an der Volkshochschule in Askov eine Ausbildung zum Elektriker gemacht hatte. Vor dem Bau der Gedser-Anlage hatte er in den frühen 1950er Jahren zwei kleinere Wechselstrom-Windkraftanlagen in Vester Egesborg nahe Næstved und auf der Insel Bogø gebaut.
Nachdem letztere gute Ergebnisse gezeigt hatte, gewährte das „Ministerium für öffentliche Arbeiten“ Juul 1954 300.000 Kronen für den Bau einer Versuchsanlage. Daraufhin erwarb Juul wie schon bei seinen vorangegangenen Anlagen einen existierenden Windmotor in Gedser und baute ihn ab 1956 vollständig um. Der Regelbetrieb wurde 1958 aufgenommen, im ersten Betriebsjahr speiste die Anlage 356.920 kWh elektrischer Energie ins Stromnetz ein. Nicht zuletzt erhielt sie auch internationale Aufmerksamkeit und diente als Vorbild für eine britische Versuchsanlage. Zudem lief sie sehr zuverlässig; elf Jahre lang traten keine größeren Schäden an ihr auf.
1962 hielt ein Untersuchungsbericht des Dänischen Windkraft-Ausschusses fest, dass die Anlage von einigen kleineren Schwierigkeiten in der Anfangsphase abgesehen zufriedenstellend gearbeitet habe und somit „als Vorbild für eine industriell hergestellte Mühle dienen könne, sofern Interesse an einer solchen Mühle bestehen sollte“. Zugleich wurde in diesem Gutachten aber von dem Vorsitzenden des Windkraft-Ausschusses und Elektrizitätswerksdirektor Poulsen-Hansen ein Kostenvergleich gezogen, nach dem die von der Anlage verursachten Kosten unterhalb der Brennstoffkosten konventioneller Wärmekraftwerke liegen müssten, um wirtschaftlich zu sein. Dies war nicht der Fall, zumal die Brennstoffkosten in dieser Dekade kontinuierlich gefallen waren. 1962 betrugen die Stromgestehungskosten einer Anlage des Gedser-Typs 6,1–6,8 Öre/kWh, während die Brennstoffkosten für fossile Kraftwerke bei 2,9–3,2 Öre lagen. Juul distanzierte sich von dieser Ansicht und stellte einen eigenen Kostenvergleich an, in dem er die gesamten Erzeugungskosten von Wärmekraftwerken einrechnete, und versprach durch weitere Entwicklung an den Turbinen eine Verbesserung, auch wenn die Gedser-Anlage bereits sehr gute Werte erzielte. Ihm wurde jedoch nicht gestattet, eine Gegenmeinung in dem Gutachten unterzubringen. 1966 wurde die Gedser-Anlage schließlich stillgelegt, ohne dabei jedoch abgerissen zu werden.
Nachdem sich in den 70er Jahren infolge von Brennstoffverteuerung und Energiedebatte die Ausgangslage verändert hatte, wurde die Anlage von November 1977 bis März 1979 im Rahmen einer Testserie der NASA für das US-amerikanische Windenergieprogramm überholt und mit einer Reihe von Sensoren ausgestattet wieder in Probebetrieb genommen. Bereits 1975 hatte ein Ausschuss der dänischen Akademie der Technischen Wissenschaften erneut die Windenergienutzung als solche sowie ihre Wirtschaftlichkeit in Dänemark untersucht. Demnach war die Gedser-Anlage bei Energiepreisen der 70er Jahre wirtschaftlich gegenüber konventionellen Kraftwerken, sofern ihr Wirkungsgrad von 24 % auf 30–40 % gesteigert werden könne. Daraufhin lief die Anlage weitere Jahre und lieferte zusätzliche Testdaten für die weitere Entwicklung der Windenergie in Dänemark. Insgesamt speiste die Anlage während ihrer Betriebszeit ca. 2,2 Mio. kWh Strom ins Netz ein.
1992 wurde die Anlage abgebaut. 2006 schließlich wurden die Gondel und die Rotorblätter in das Energiemuseum nahe Bjerringbro in Zentraljütland transportiert und als Teil der Museumsausstellung neu zusammengesetzt. Dort sind ebenso weitere Exponate aus der Geschichte der Windenergienutzung zu besichtigen.

## Konstruktion
Die mit drei Rotorblättern ausgerüstete Anlage in Gedser war die erste größere Windkraftanlage in Dänemark. Bei einer Nennleistung von 200 kW verfügte sie über einen Rotordurchmesser von 24 Metern und speiste mittels eines Asynchrongenerators direkt in das dänische Stromnetz ein. Ihre elektromechanische Windrichtungsnachführung, der Asynchrongenerator und die drei mit Stallregelung versehenen Rotorblätter machten die Anlage zum Prototyp des „Dänischen Designs“, das sich gerade in der Pionierphase der Windenergienutzung als sehr erfolgreich erwies. Die Leistungsbegrenzung erfolgte somit rein passiv durch Strömungsabriss; die fliehkraftgesteuerten beweglichen Blattspitzen kamen nur bei einem Netzausfall zum Einsatz, um Überdrehzahlen zu vermeiden. Dieses Design diente nicht nur als Basis für weitere Entwicklungen in Dänemark (so z. B. die 1979/80 in Betrieb genommenen, 630 kW leistenden sog. „Nibe-Zwillinge“), sondern wurde auch von Windkraftanlagenherstellern in der ganzen Welt übernommen.
Die während des zweiten Betriebzeitraumes ab Ende der 1970er Jahre gewonnenen Messergebnisse waren neben den technischen Unterlagen der von Ulrich Hütter in Deutschland konstruierten W34 Grundlage für das Windkraftprogramm der NASA ab Mitte der 1970er Jahre. Im Gegensatz zu der technisch anspruchsvollen, in Leichtbauweise gefertigten W34, in deren Tradition später auch gescheiterte Anlagen wie der Growian und die amerikanischen Mod-Anlagen standen, war die Gedser-Anlage allerdings einfach und robust gestaltet und erwies sich somit als geeignet für die Windkraftnutzung.
Schlüsselmerkmale der Anlage waren ihr einfaches und robustes Design, ihre Sicherheitsausstattung sowie ihre günstigen Produktionskosten. Sie zählt zu den wichtigsten Innovationen Dänemarks seit dem Zweiten Weltkrieg. Zudem wird die Konstruktion der Gedser-Anlage als wegweisend für die moderne Windenergienutzung eingestuft. 2006 wurde ihr Design in Dänemarks Kulturkanon aufgenommen.